# Aleochara laramiensis
Aleochara laramiensis är en skalbaggsart som först beskrevs av Thomas Casey 1906.  Aleochara laramiensis ingår i släktet Aleochara och familjen kortvingar. Inga underarter finns listade i Catalogue of Life.